# Episodi di Supercar (prima stagione)
La prima stagione della serie televisiva Supercar è andata in onda negli Stati Uniti dal 26 settembre 1982 al 6 maggio 1983 sul canale NBC.
| nº | Titolo originale                        | Titolo italiano              | Prima TV USA      |
| -- | --------------------------------------- | ---------------------------- | ----------------- |
| 1  | Knight of the Phoenix (part 1)          | Nuova identità - 1ª parte    | 26 settembre 1982 |
| 2  | Knight of the Phoenix (part 2)          | Nuova identità - 2ª parte    | 26 settembre 1982 |
| 3  | Deadly Maneuvers                        | Blu esplosivo                | 1º ottobre 1982   |
| 4  | A Good Day at White Rock                | Scorpioni a White Rock       | 8 ottobre 1982    |
| 5  | Slammin' Sammy's Stunt Show Spectacular | Giro della morte             | 22 ottobre 1982   |
| 6  | Just My Bill                            | Senatore d'assalto           | 29 ottobre 1982   |
| 7  | Not A Drop to Drink                     | Assetati di vendetta         | 5 novembre 1982   |
| 8  | No Big Thing                            | Contea fuorilegge            | 12 novembre 1982  |
| 9  | Trust Doesn't Rust                      | Il gemello cattivo           | 19 novembre 1982  |
| 10 | Inside Out                              | Operazione oro               | 26 novembre 1982  |
| 11 | The Final Verdict                       | Disonesto ma non troppo      | 3 dicembre 1982   |
| 12 | A Plush Ride                            | Bravi ragazzi                | 10 dicembre 1982  |
| 13 | Forget Me Not                           | Amnesia                      | 17 dicembre 1982  |
| 14 | Hearts of Stone                         | Cuori di pietra              | 14 gennaio 1983   |
| 15 | Give Me Liberty...or Give Me Death      | Energia alternativa          | 21 gennaio 1983   |
| 16 | The Topaz Connection                    | Operazione topazio           | 28 gennaio 1983   |
| 17 | A Nice, Indecent Little Town            | Al di sotto di ogni sospetto | 18 febbraio 1983  |
| 18 | Chariot of Gold                         | Il carro di Helios           | 25 febbraio 1983  |
| 19 | White Bird                              | Il primo amore               | 4 marzo 1983      |
| 20 | Knight Moves                            | Offerta vantaggiosa          | 11 marzo 1983     |
| 21 | Nobody Does It Better                   | Pesca miracolosa             | 29 aprile 1983    |
| 22 | Short Notice                            | La banda dei ribelli         | 6 maggio 1983     |

## Nuova identità
- Titolo originale: Knight of the Phoenix (part 1 e part 2)
- Diretto da: Daniel Haller
- Scritto da: Glen A. Larson

### Trama
L'eccentrico miliardario Wilton Knight salva la vita dell'agente di polizia Michael Long, colpito da un proiettile sparato da Tanya Walker nel deserto del Nevada e che tutti credevano morto. Gli fornisce una nuova identità (Michael Knight), un nuovo volto tramite chirurgia plastica e una macchina invulnerabile e futuristica chiamata KITT (Knight Industries Two Thousand) con capacità di parlare e guidare da sola. Wilton Knight chiede a Michael di lavorare per la sua fondazione contro il crimine asserendo che "un uomo solo può fare la differenza". Michael è in cerca di vendetta e si mette sulle tracce di Tanya che è impegnata a trafugare dei segreti industriali da una ditta di computer per venderli al miglior offerente.
- Guest star: Lance LeGault (Vernon Gray), Richard Anderson, Ed Gilbert

## Blu esplosivo
- Titolo originale: Deadly Maneuvers
- Diretto da: Paul Stanley
- Scritto da: William Schmidt e Bob Shayne

### Trama
Michael aiuta una tenente dell'esercito a indagare sulla morte del padre avvenuta in circostanze sospette. Durante le indagini scoprono che da un deposito dell'esercito sono stati rubati alcuni missili e che nel furto potrebbero essere implicati degli ufficiali di alto rango.

## Scorpioni a White Rock
- Titolo originale: A good day at White Rock
- Diretto da: Daniel Haller
- Scritto da: Deborah Davis

### Trama
Durante una vacanza in cui vuole fare dell'alpinismo, Michael si trova nella cittadina di White Rock dove una banda di motociclisti, gli Scorpions, terrorizza la città. Michael tenta di aiutare i cittadini ma lo sceriffo, che è un codardo, lo arresta per evitare guai peggiori. Dopo l'evasione, aiutato da KITT, tenta nuovamente di fronteggiare la banda la quale in realtà sta aspettando l'arrivo dei loro rivali, la banda dei cani randagi. Alla fine KITT e Michael riescono a fermare la banda e rimandare la guerra tra bande

## Giro della morte
- Titolo originale: Slammin' Sammy's Stunt Show Spectacular
- Diretto da: Bruce Bilson
- Scritto da: E. Paul Edwards & John Alan Schwartz

### Trama
Devon incarica Michael di indagare sull'imprenditore aziendale Lawrence Blake, che acquista mutui e aziende che falliscono "misteriosamente" poco dopo. La preda successiva è lo spettacolo privato di stunt car e veicoli a motore di Sammy Phillips, spettacolo che Sammy gestisce con il figlio Mark, un aspirante stuntman in moto. Michael si infiltra come nuovo stunt driver dopo che Sammy ha un incidente sospetto. Guidando Kitt, le acrobazie sono quasi troppo facili. Il sicario di Blake, Bill Gordon, tenta di sabotare lo spettacolo.